# Cemitério de Choa Chu Kang
O Cemitério de Choa Chu Kang (Choa Chu Kang Cemetery) é um cemitério de Singapura.
Inaugurado em 1947, é o único cemitério público que recebe enterros em Singapura.